# Favolaschia pegleri
Favolaschia pegleri är en svampart som beskrevs av Parmasto 1999. Favolaschia pegleri ingår i släktet Favolaschia och familjen Mycenaceae.   Inga underarter finns listade i Catalogue of Life.